# Galeruca rudis
Galeruca rudis là một loài bọ cánh cứng trong họ Chrysomelidae. Loài này được LeConte miêu tả khoa học năm 1857.